# Anicla altes
Anicla altes är en fjärilsart som beskrevs av Druce 1889. Anicla altes ingår i släktet Anicla och familjen nattflyn. Inga underarter finns listade i Catalogue of Life.